# Mecyclothorax aano
Mecyclothorax aano是鞘翅目的下属物种，于2013年由詹姆斯·K·利布赫尔首次描述。Mecyclothorax aano属于Mecyclothorax属。
以下地区发现了该物种：
- 大溪地

没有与之类似的物种被列出。